# Милан Почуча
Милан Почуча (Госпић, 22. септембар 1962) српски је правник и универзитетски професор. Декан је Правног факултета за привреду и правосуђе Универзитета Привредна академија.

## Биографија
Рођен је 22. септембра 1962. године у српској породици у Госпићу. Завршио је Правни факултет Свеучилишта у Загребу, након чега је магистрирао и докторирао на Правном факултету за привреду и правосуђе Универзитета Привредна академија. Године 2008. стекао је звање доцента на Правном факултету за привреду и правосуђе, а потом 2013. звање ванредног и 2017. редовног професора, где је запослен са пуним радним временом.
Аутор и коаутор је десет стручних монографија, седам уџбеника, као и више од 150 научних радова. Излагао је на више од 50 међународних и националних научних и стручних скупова. Дана 1. октобра 2022. постављен је за декана Правног факултета за привреду и правосуђе Универзитета Привредна академија.